# Liste des évêques de Banfora
Liste des évêques de Banfora
(Dioecesis Banforensis)

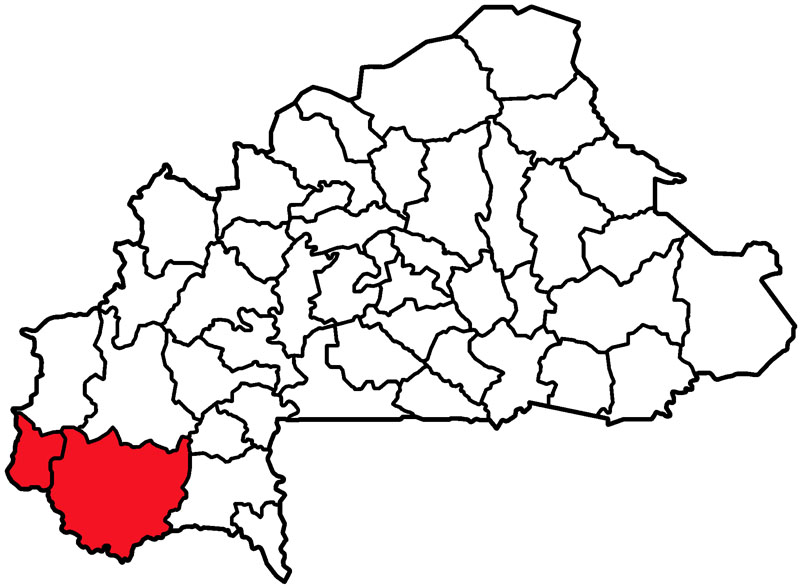
Carte du Diocèse de Banfora

L'évêché burkinabé de Banfora est créé le 27 juin 1998 par détachement de celui de Bobo-Dioulasso. Son siège est la Cathédrale Saint-Pierre de Banfora.

## Sont évêques
- depuis le 27 juin 1998 : Lucas Sanon (Lucas Kalfa Sanon)

## Sources
- L'ANNUAIRE PONTIFICAL, sur le site http://www.catholic-hierarchy.org, à la page